# جولیو پترونی
جولیو پترونی (ایتالیایی: Giulio Petroni؛ ‏ ۲۱ سپتامبر ۱۹۱۷ – ۳۱ ژانویهٔ ۲۰۱۰) کارگردان فیلم، و فیلم‌نامه‌نویس اهل ایتالیا بود.
از فیلم‌های وی می‌توان به زندگی گاهی سخته، درسته پراویدنس؟ و مرتکب اعمال ناپاک نشو اشاره کرد.

## دوران زندگی
جولیو پترونی در ۲۱ سپتامبر ۱۹۱۷ در رم به دنیا آمد. جولیو پترونی پس از فارغ‌التحصیلی در رشته ادبیات، به عنوان کارگردان شروع به ساخت یک فیلم کوتاه با عنوان گوته در رم، برای فیلم خبری روز اینکام INCOM کرد.
پس از جنگ جهانی دوم - پترونی به عنوان حامی پارتیزان‌های کمونیسم و ضد‌فاشیسم شرکت کرده بود - به سری‌لانکا رفت و در آنجا فیلم‌های مستندی را ساخت و در بازگشت مستندسازی را با مجموعه‌ای از مستندهای سیاسی ادامه داد.